# موريتز نيكولا
موريتز نيكولا (بالألمانية: Moritz Nicolas)‏ هو لاعب كرة قدم ألماني في مركز حراسة المرمى، ولد في 21 أكتوبر 1997 في غلادبيك في ألمانيا. شارك مع منتخب ألمانيا تحت 21 سنة لكرة القدم. أما مع النوادي، فقد لعب مع بوروسيا مونشنغلادباخ.

## وصلات خارجية
- موريتز نيكولا على موقع الاتحاد الدولي (مؤرشف)  (الإنجليزية)
- موريتز نيكولا على موقع الاتحاد الأوربي (الإنجليزية)
- موريتز نيكولا على موقع قاعدة بيانات كرة القدم.إي يو (الإنجليزية)
- موريتز نيكولا على موقع بيانات كرة القدم. دي إي (الألمانية)
- موريتز نيكولا على موقع Soccerbase.com (لاعب) (الإنجليزية)
- موريتز نيكولا على موقع Soccerway.com (الإنجليزية)
- موريتز نيكولا على موقع عالم كرة القدم.نت (الإنجليزية)
- موريتز نيكولا على موقع AS.com (الإسبانية)